# Alexis IV de Trébizonde
Pour l'empereur de Byzance, voir Alexis IV Ange.
Alexis IV de Trébizonde ou Alexis IV Grand Comnène (1382-1429) est empereur de Trébizonde du 5 mars 1417 à sa mort. Il est le fils de l'empereur Manuel III et de sa femme Gulkhan-Eudoxie de Géorgie.

## Règne
Alexis IV est associé à l'exercice de l'autorité et a reçu le titre de despote de son père au début de l'année 1395. Néanmoins, deux disputes montrent qu'Alexis souhaite accéder à l'autorité suprême. Ainsi, à la mort de son père en 1417, Alexis est accusé par des nobles d'avoir commandité la mort de Manuel. Il hérite d'un conflit avec les Génois, qui vainquent la flotte de Trébizonde et s'emparent d'un monastère local dont ils se servent comme d'une forteresse. En 1418, il signe un traité de paix et paie des réparations aux Génois jusqu'en 1422. Une nouvelle dispute éclate à propos des obligations de l'empereur en 1425 et n'est pas résolue avant 1428. Les relations avec la République de Venise sont généralement meilleures.
Après la mort de Tamerlan, la plupart de l'Asie Mineure est dans le chaos. Kara Youssouf, le dirigeant des Qara Qoyunlu, dévaste une grande partie de l'Arménie et vainc l'émir d'Arsinga ainsi que le chef des Aq Qoyunlu. Alexis cherche à éviter les hostilités en mariant ses filles à ses puissants voisins musulmans. Une d'entre elles épouse le fils de Kara Youssouf, Jihan Shah, vers 1420. Une autre fille épouse Kara Yülük Osman des Aq Qoyunlu, ou son fils Ali.
La politique de mariage d'Alexis est étendue à ses voisins chrétiens et sa fille Marie de Trébizonde est mariée à l'empereur byzantin Jean VII Paléologue en 1428. Son autre fille, Eudoxie, est mariée à Niccolò Crispo, le seigneur italien de Syros.
Selon George Finlay, Alexis IV passe la plupart de son temps dans la poursuite du plaisir et accomplit relativement peu de choses. Néanmoins, selon plusieurs historiens, cette allégation sort tout droit de son imagination et n'est nullement corroborée par les sources contemporaines. Comme c'était de tradition, il associe son fils aîné Jean IV au pouvoir en lui conférant le titre de despote en 1417. Les mauvaises relations entre le père et le fils sont peut-être elles aussi traditionnelles. En 1426, Jean assassine le trésorier, alléguant une affaire entre lui et l'impératrice Théodora Cantacuzène (la femme d'Alexis IV). Il tente ensuite de tuer ses parents mais les nobles empêchent la tentative et Jean part en Géorgie.
La mort de la femme d'Alexis IV en 1426 provoque une grande tristesse de l'empereur, et après la désaffection de Jean, Alexis IV fait de son plus jeune fils Alexandre un despote et le marie à Marie Gattilusio, une sœur de Dorino Ier de Lesbos. Finalement, Jean quitte la Géorgie pour la colonie génoise de Caffa où il mobilise une galère ainsi que son groupe de partisans pour retrouver sa position de successeur au trône de Trébizonde. Alexis IV marche à la rencontre de son fils pour lui résister mais est tué durant la nuit par des nobles qui servent la cause de Jean, probablement au mois d'octobre 1429. Alexandre aurait fui, selon Laonicos Chalcondyle soit chez son beau-père, soit à Constantinople.

## Mariage et enfants
En 1395, Alexis se marie avec Théodora Cantacuzène, fille de Théodore Cantacuzène et d'Euphrosyne Paléologue. Ils auraient eu au moins 5 enfants :
- Jean IV (1403-1459) ;
- Marie (1404-1439), mariée à Jean VIII Paléologue ;
- Alexandre, coempereur avec son père, marié à Maria Gattilusio, issue d'une famille génoise de Lesbos ;
- David II (1408-1463), dernier empereur de Trébizonde ;
- une autre fille mariée à Jihan Shah.

Deux autres filles ont été attribuées à Alexis dans des généalogies ultérieures. Elles ont aussi été attribuées à Jean IV :
- Théodora, la femme de Kara Yülük Osman ;
- Eudoxie-Valenza, la femme de Niccolò Crispo.